# Кара-Суу (озеро, Токтогульский район)
Кара-Суу (Карасу, Кара-Су, кирг. Кара-Суу) — горное завальное озеро в Кыргызстане, в Тянь-Шане. Вытянуто с юго-востока на северо-запад. Высота над уровнем моря 2022 (1998) метров. Относится к Ферганскому хребту. Расположено в Токтогульском районе Джалал-Абадской области, между хребтами Тахталык (на северо-востоке) и Кен-Кель (Кенколь, на юго-западе). Связано с озером Капка-Таш, расположенном на высоте 2303 метров. В озеро впадает река Шибе. Из озера вытекает одноимённая река, левый приток Нарына (бассейн Сырдарьи), впадающая в Нарын у Кара-Куля. Озеро расположено в 60 километрах от Кара-Куля.
Карасу — тюркский топоним, означает «чёрная вода».
На берегу живописного озера был создан дом отдыха для строителей и эксплуатационников Токтогульской ГЭС, строительство которой началось в 1962 году.
Озёра Кара-Суу и Капка-Таш образованы завалами при землетрясении.
Озеро Кара-Суу имеет рыбохозяйственное значение.